# Inni (Callimaco)
Gli Inni (in greco antico: Ὕμνοι?) sono un'opera del poeta greco di età ellenistica Callimaco di Cirene.

## Contenuto
|  | Per approfondire, leggi il testo s:Inni di Callimaco/Giove. |

|  | Per approfondire, leggi il testo s:Inni di Callimaco/Apollo. |

|  | Per approfondire, leggi il testo s:Inni di Callimaco/Diana. |

|  | Per approfondire, leggi il testo s:Inni di Callimaco/Delo. |

|  | Per approfondire, leggi il testo s:Inni di Callimaco/Pallade. |

|  | Per approfondire, leggi il testo s:Inni di Callimaco/Cerere. |

## Analisi
L'inno è una delle più antiche forme di letteratura religiosa: tipicamente si articola in un'invocazione alla divinità, un'elencazione dei suoi attributi e una preghiera finale. Gli inni sono ben attestati nella letteratura greca arcaica: sia con i cosiddetti Inni omerici (tradizionalmente attribuiti a Omero fin dall'antichità e il cui nucleo originale pare in effetti molto antico) sia con varie composizioni dei lirici greci (come il celebre Inno ad Afrodite di Saffo). Callimaco poteva quindi basarsi una forma tradizionale, da lui però innovata secondo i dettami alla base della sua poetica.
In genere, gli inni ad Apollo, Pallade e Demetra sono detti "mimetici", in quanto il poeta vi imita un vero rito religioso, mentre questo non è il caso degli altri tre, a Zeus, Artemide e Delo. La maggior parte dei critici odierni ritiene che gli inni di Callimaco fossero comunque tutti creazioni letterarie da leggere come testi poetici, ma alcuni studiosi ne hanno collegato singoli elementi a vere pratiche cultuali.

## Storia della tradizione
Il testo degli Inni è stato tramandato da una trentina di manoscritti. Oltre all'opera di Callimaco, essi tramandano anche gli Inni omerici, gli Inni orfici, gli Inni di Proclo e le Argonautiche orfiche. Non si sa con certezza quando sia stata assemblata questa silloge, anche se gli studiosi si dividono tra due opzioni: il V secolo, in cui visse e operò Proclo, e il XIII secolo, in cui si sarebbe formato l'archetipo comune a tutti i manoscritti.